# Andrej Imrich

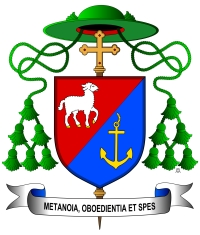
Wappen von Weihbischof Andrej Imrich

Andrej Imrich (* 9. Januar 1948 in Mníšek nad Popradom, Tschechoslowakei) ist ein slowakischer römisch-katholischer Geistlicher und emeritierter Weihbischof in Spiš.

## Leben
Andrej Imrich empfing am 8. Juni 1974 das Sakrament der Priesterweihe für das Bistum Spiš. Von 1974 bis 1983 war er Kaplan in Rabča. 1983 wurde Imrich Pfarrer in Zázrivá. Von 1985 bis 1990 war er Pfarrer in Trstená. 1990 wurde Andrej Imrich Pfarrer in Spišské Podhradie.
Am 4. Juni 1992 ernannte ihn Papst Johannes Paul II. zum Titularbischof von Castellum Titulianum und zum Weihbischof in Spiš. Der Bischof von Spiš, František Tondra, spendete ihm am 11. Juli desselben Jahres die Bischofsweihe; Mitkonsekratoren waren der Apostolische Nuntius in der Slowakei, Erzbischof Giovanni Coppa, und der Erzbischof von Trnava, Ján Sokol.
Am 15. Oktober 2015 nahm Papst Franziskus seinen vorzeitigen Rücktritt an.